# 159-я стрелковая бригада
159-я отдельная стрелковая бригада — воинское соединение (отдельная стрелковая бригада) РККА ВС СССР в Великой Отечественной войне, действовавшее в период с ноября 1942 года по февраль 1943 года в составе 28-й армии (третьего формирования).
Вместе с другими подразделениями 28-й армии участвовала в освобождении городов Элисты, Сальска, Батайска и Ростова-на-Дону.
Боевой путь 159 осб начался от Астрахани «На неокрепший волжский лед положили настил из досок, и 159-я отдельная стрелковая бригада первой пошла через Волгу в калмыцкие степи. Верблюды тащили пушки.»
В боях за освобождение Ростова-на-Дону 08 февраля 1943 года 159-я отдельная стрелковая бригада, под командованием подполковника Александра Ивановича Булгакова, четырьмя стрелковыми батальонами, при поддержке штурмового батальона автоматчиков, в 3:00 тихо переходит Дон напротив главного вокзала. С ходу завязав бой на правом берегу, к утру удалось овладеть пригородным вокзалом, а в ходе дневного боя захватить здание Главного вокзала, больницу и школу. В руках бойцов бригады оказались огромные материальные ценности, которые немцы не успели вывезти — около сотни годных паровозов, сотни вагонов, а главное, огромные склады с военным имуществом. Применяя танки, штурмовую авиацию и страшное оружие в городском бою — огнеметы, немцы контратакуют защитников вокзала стремясь ликвидировать плацдарм. 11 февраля 1943 года Батальоны 159-й бригады держат вокзал. Ночью к защитникам пробилась небольшая группа из 248-й дивизии, но людей и боеприпасов не хватает. Ранены или убиты большинство командиров. Командование над оставшимися людьми принимает старший по званию, старший лейтенант, Комбат-3 Гукас Карапетович Мадоян. В сводном отряде было около 800 бойцов, из них половина раненных. Немцы атакуют днем и ночью. Ни о каком блокировании отряда не идет и речи, немцы упорно пытаются вытеснить сводный батальон на левый берег, нанеся ему максимальные потери, либо уничтожить. Вокзал горел. В дыму, немецкие штурмовые колонны нарывались на рукопашный бой и, не выдерживая ярости осажденных, откатывались. Откатывались, чтобы привести себя в порядок и начать новую атаку. Из горевшего главного корпуса вокзала, во второй половине дня, оставшиеся в живых, с помощью местного машиниста Хижняка (впоследствии погибшего) прорываются в литейный цех паровозоремонтного завода. В крепком здании бойцы отбивают атаки и все так же не дают немцам пользоваться столь нужными им железнодорожными путями. Но ресурсы сопротивления близки к исчерпанию! Старший лейтенант Мадоян принимает решение прорываться. Ночью, комбриг 159 осб, А. И. Булгаков, с 20 бойцами, переходит Дон, в попытке разведать обстановку. На позициях 248-й дивизии, от разведчиков, Булгаков узнает — вокзал держится, но пробиться к ним нет возможности. Связи нет.
На апрель 1943 года в 159 осб оставалось 143 человека личного состава.
Боевой путь 25.11.1942 — 01.05.1943 гг.
В апреле 1943 года обращена на формирование 130 стрелковой дивизии (3-го формирования)
Командир бригады:
Булгаков Александр Иванович подполковник (1909 г.р.).

## Герои Советского Союза
- Мадоян, Гукас Карапетович, старший лйтенант, командир батальона.